# Xanthostha xantharia
Xanthostha xantharia är en fjärilsart som beskrevs av Walker 1866. Xanthostha xantharia ingår i släktet Xanthostha och familjen nattflyn. Inga underarter finns listade i Catalogue of Life.